# OUB Centre
Overseas Union Bank Centre (кит. 华联银行大厦) — небоскрёб в Сингапуре. Высота здания 280 метров, 67 этажей, из которых 63 находятся над землей и 4 под землей. Один из трёх самых высоких небоскрёбов города. Строительство было завершено в 1986 году.

## Интересные факты
- Высота здания 280 метров, это максимальная высота, которая разрешена в Сингапуре[источник не указан 2992 дня]
- Небоскреб состоит из 2 треугольных зданий с небольшим пространством между ними
- Стены башни покрыты специальным алюминием, меняющим цвет в зависимости от падающего солнечного света
- Автостоянка, торговый центр и выход в метро расположены на подземных этажах центра
- OUB Centre был самым высоким зданием Азии с 1986 по 1990 год, пока не было завершено строительство Башни Банка Китая в Гонконге.